# Caribeños de Guadalupe
Caribeños de Guadalupe es una agrupación musical peruana fundada en 1971 en la ciudad que lleva su nombre, en el departamento de la Libertad.

## Historia
Fue fundada en 1971 bajo el nombre de Ritmo Boys por Santiago Aspericueta Reyes. En 1974 cambió su nombre Caribeños de Guadalupe, que se mantiene en la actualidad.
La agrupación se incursionó en el género de la cumbia nacional por sus 500 composiciones, en que su primer disco denominado Mentirosa se estrenó en 2003, instantes después de su llegada a Lima para telonear a Agua Marina. Destacan interpretaciones como «El solitario» (sencillo del primer disco), «Se acabó la farsa», «Vivo por tu amor», «Bella ilusión», «Historia de amor», «Solo tu» y «Porque los hombres no lloran». No obstante, ganó fama por adaptar canciones internaciones, como «Con la misma piedra» de Julio Iglesias y «Como mi mujer» de Rocío Dúrcal. Para finales de los años 2000 realizaron giras a Europa, Chile y Estados Unidos.
En 2008, Ernesto Pimentel colaboró con la agrupación en el videoclip «Nos engañó a los dos».
Cuenta con varios intérpretes masculinos jóvenes, incluido el fallecido Edwin Alcántara, los cantantes Kike Farro, Josimar, Tommy Portugal y el exconcursante de La voz Edu Baluarte.

## Discografía
- Mentirosa (2003)[1]
- Gracias Perú (2007)[16]
- Alma mía (2009)[17]